# Joc popular

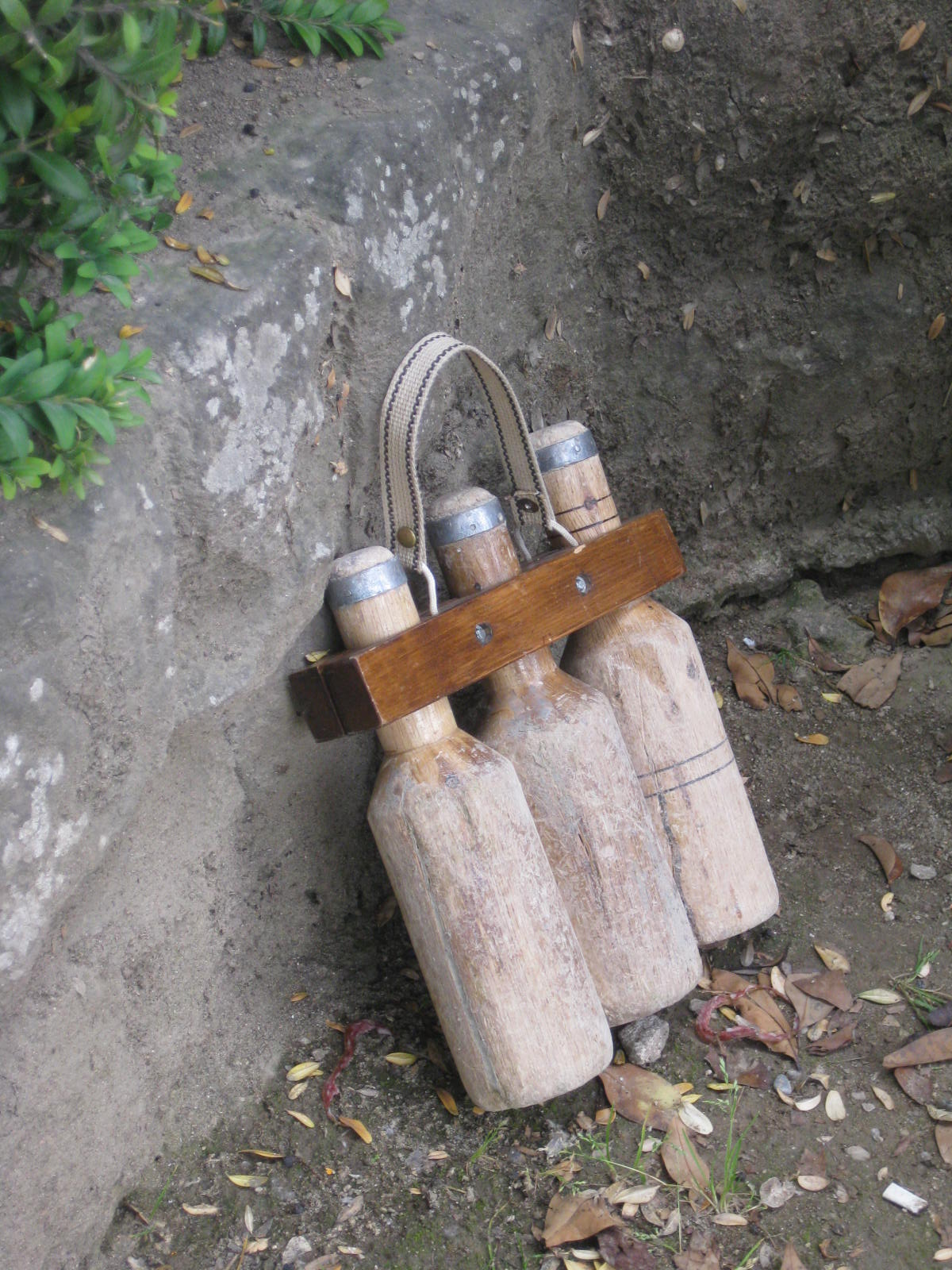
Bitlles catalanes. A punt per jugar al parc de les Moreres, a tocar de la Catedral de Solsona.

El joc popular és aquell joc que és molt arrelat en un cert territori. Els habitants d'aquest lloc l'exerceixen habitualment en el seu temps lliure. Aquest pot ser practicat per tota la població independentment de l'edat.

## Quines diferències podem trobar entre joc popular i joc tradicional?

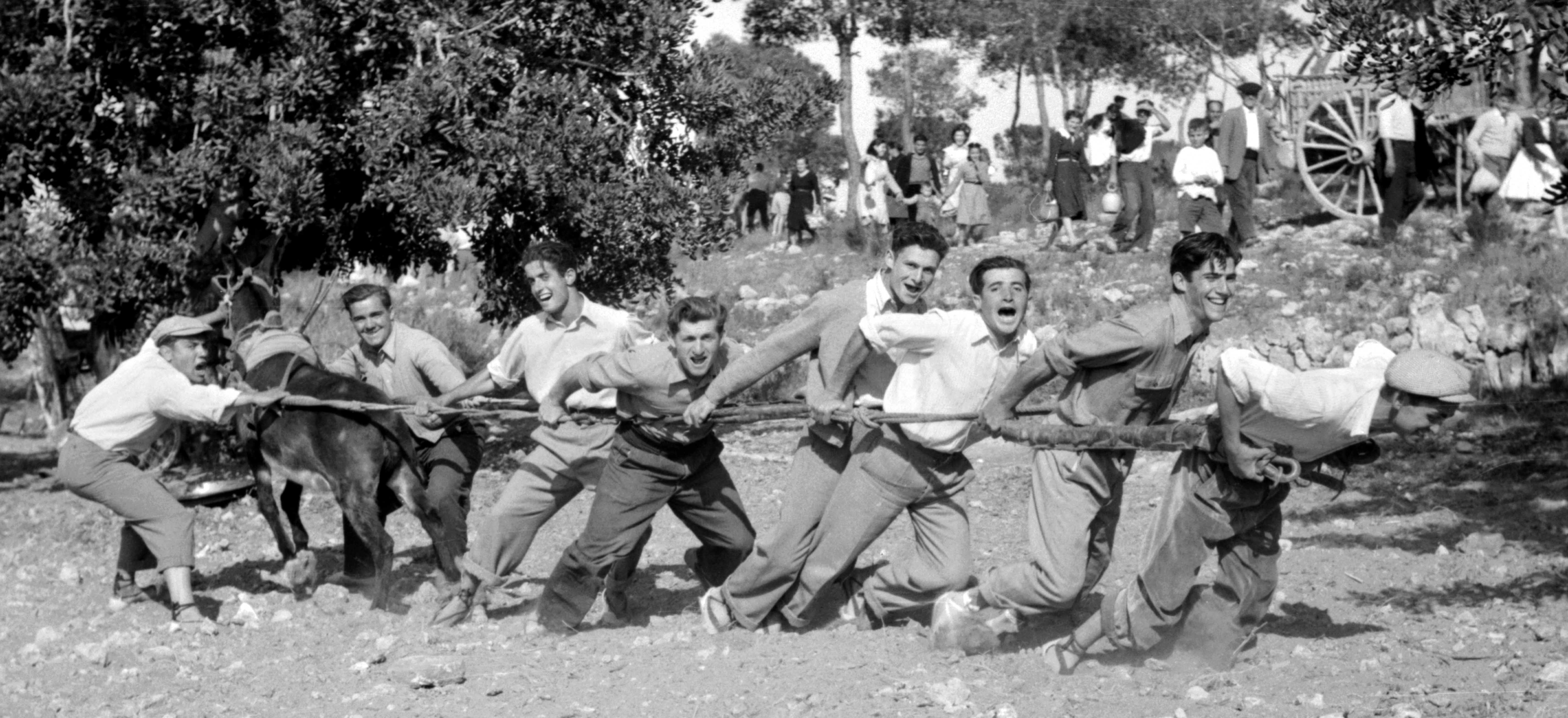
Jocs tradicionals de Pasqua. Joc de força amb corda: estirada de corda -tirant a gat- 1955 (Ribera Alta-País Valencià)

A diferència del joc popular, els jocs tradicionals són aquells que coneixem de tota la vida i s'han transmès de generació en generació fins a arribar a l'actualitat. Aquests s'han adaptat als processos canviants de la societat, és a dir, al procés de transmissió i continuïtat durant un cert període històric els quals són molt arrelats en una cultura particular.

## Variacions del joc popular i del joc tradicional

### El joc tradicional no popular
Aquest va perdent popularitat en les generacions més joves, puix que actualment sols és practicat pel sector més envellit de la població. Alguns clars exemples serien: les bitlles catalanes, la petanca...

### El joc popular no tradicional
En canvi, aquest és la inversa de l'anterior. És practicat pel sector més jove d'una població i no per les generacions més velles perquè és un joc nou que no es practicava abans.

### El joc popular i tradicional
Aquest és practicat per totes les generacions que habiten en un vilatge.

### Els esports tradicionals
Són esports no reconeguts a escala internacional típics d'un país o territori, les normes que tenen no són fixes. Poden tenir moltes variants i ser practicats per persones de qualsevol edat. Els exemples més comuns són les Bitlles Catalanes (Catalunya), la Pilota Basca (País Basc), la Petanca (Occitània, França), etc.

### Els esports convencionals
Són jocs populars que s'han institucionalitzat, assolint així la categoria d'esport (normes fixes i, fins i tot tenen una federació pròpia on es disputen campionats). Podem trobar exemples com el futbol, l'handbol, golf, etc.

## Història
El joc és una activitat de plaer, essencial i imprescindible per un bon desenvolupament sensorial, motor, cognitiu..., és a dir, potencia totes les capacitats físiques i psíquiques de l'infant. Permet que el nen interaccioni amb el seu entorn i amb la realitat que l'envolta.
Mitjançant el joc, l'infant sap diferenciar entre el significant i el significat, arribant així a conèixer la diferència de l'objecte.
Val a dir que la finalitat del joc és intrínseca perquè el vailet no juga amb cap altre objectiu que jugar. És una activitat lúdica que li permet divertir-se i implicar-se encara que no sigui el seu objectiu. Aquesta activitat lúdica ajuda a reafirmar i demostrar la seva personalitat.
El joc és una activitat que afavoreix a la felicitat i a la llibertat dels seus jugadors. És agradable i estimulant afavorint el benestar dels que hi juguen. A més a més, és una activitat espontània que ofereix múltiples possibilitats d'experimentar experiències lúdiques.
A través d'aquesta activitat lúdica l'infant pot conèixer elements de la natura, les relacions socials, funcions autoeducatives, valors...
Sense oblidar que els infants són veritables especialistes en el joc. Per tant, la modificació de les conductes i actituds per mitjà d'aquest on serà de gran ajuda.
Jugar és tan antic com la mateixa societat, per exemple, els antics Romans i Grecs donaven gran importància als jocs amb pilota, on ja veien el valuós poder del jugar. Sigui des del vessant recreatiu o educatiu en les etapes d'ensenyament de l'infant.
Com moltes altres coses, els antics ens marquen els inicis del nostre coneixement i el jugar no n'és una excepció. L'acció de jugar ens serveix per desenvolupar unes determinades habilitats i destreses, donat pas a un augment de les oportunitats d'interacció amb el nostre entorn. La destresa que ens facilita el joc ens serà de gran ajuda per augmentar la plasticitat de la capacitat resolutiva en l'edat adulta, a més fomentarà positivament la nostra intel·ligència.
Els jocs populars i els esports tradicionals són activitats lúdiques i recreatives que es practiquen d'una manera espontània tant pels nens i nenes, com pels joves i adults. Normalment es porten a la pràctica tant en espais urbans comuns com en instal·lacions esportives.

### Característiques
Una de les seves principals característiques és que, des de fa molts segles, han estat fruit de la mateixa creativitat popular i s'han centrat en un territori. A més a més, aquestes activitats que potencien la destresa motriu i requereixen una bona dosi d'estratègia presenten com a principals característiques:
1. Es tracta de jocs molt participatius que es regeixen per normes senzilles.
2. No requereixen grans habilitats o capacitats.
3. Estimulen i desenvolupen la imaginació i la creativitat.
4. Acostumen a emprar materials no convencionals o alternatius.
5. Serveixen per a passar-s'ho força bé.

### Finalitat
Van sorgir de la necessitat d'omplir el temps de lleure i les estones d'oci de qualsevol persona amb l'objectiu de què s'ho passin bé tots els que ho practiquen.
Aquestes activitats s'han anat transmetent de generació en generació, tenint en compte que formen part del patrimoni cultural de cada poble. A més, han partit del punt d'origen i s'han anat estenent per les comarques i els països veïns, tot adaptant-se als trets diferents de cada poble, ciutat, comarca o territori en funció de la seva situació socioeconòmica i de les aportacions dels seus propis practicants.
Tot fent referència a Catalunya, podem apreciar que l'arrelament i la conservació dels jocs populars i dels esports tradicionals sovint s'han vist associats a la lluita del nostre poble per defensar i conservar una cultura que massa sovint s'ha vist i s'està veient amenaçada.

## Classificació dels jocs populars
A l'hora de classificar els jocs, trobem: jocs de força, de cor, de pilota, d'habilitat, d'equilibri i de curses.
Jocs de força: 
Jocs de corda:
Jocs de pilota:
Jocs d'habilitat:
Jocs de curses:

## Tipus de jocs
Hi ha diferents tipus de jocs i els podem classificar per:
- Els jocs populars són els més practicats als països de llengua catalana. Encara es desconeix el seu origen. Quan parlem d'aquests tipus de joc ens referim a: la gallina cega, estirar la corda, tallar el fil, saltar a corda, un – dos – tres pica paret, la xarranca, el marro, la penyora múltiple, curses de sacs, d'animals, d'embarcacions, en definitiva una llista inesgotable i del tot variada.

- Quan parlem d'esports tradicionals, ens referim a la petanca (origen francès), bitlles, els “bolos serranos” andalusos, la barra aragonesa que consisteix a llançar una barra de ferro com més lluny millor, casteller (d'origen català)... Un gran ventall d'esports que en algunes ocasions passa desapercebut i ignorat.

## Elements quantitatius del joc

### El terreny de joc
La situació de la zona tant pot ser contínuament improvisat i canviat com no. La localització d'on es porta a terme el joc pot relacionar-se amb el model de joc que es practica, per exemple: al costat d'una església jocs relacionats amb la religió, als afores del poble jocs relacionats amb l'activitat laboral...

### Els material
Gairebé la gran majoria dels jocs populars necessiten algun objecte que majoritàriament seran manipulats durant el joc ja sigui per fer més senzill el seu funcionament o perquè sigui més fàcil guanyar. Molt sovint, aquest materials són fabricats pels mateixos jugadors.

### L'emplaçament temporal
Disposem d'una banda tant amplia de jocs que es practiquen en un moment concret de l'any, del mes, de la setmana o en una estació de l'any. Això és degut al fet que alguns jocs es poden practicar en un moment improvisat, i altres necessiten unes característiques temporals concretes (a la nit, que estigui plovent, que faci bon temps, que hi hagi neu, etc.)

### La juguesca
Es pot fer entre jugadors, entre espectadors, o entre jugadors i espectadors. Anys enrere tenien una gran importància, i al llarg del temps s'han anat perdent. Ve de l'emoció del desafiament per a guanyar o perdre sigui diners, propietats o persones, etc.

### Els jugadors
En qualsevol joc, cada jugador té un paper específic i unes característiques diferents. També hi té un paper important les condicions dels que volen participar (número, freqüència, classe social...). A més, i com a característica cada vegada menys important, cal saber si un joc és masculí, femení o mixt; i si és protagonitzat per infants, joves, adults o per totes les edats.

## Elements qualitatius del joc

### Divertit, agradable, alegre i satisfactori
El fet de jugar agrada a tothom i ens permet recordar moments agradables.

### Espontani, instintiu i irracional
Durant l'estona que passem jugant, la gent s'oblida de la formalitat i la seriositat que envolta la societat. D'aquí ve que moltes vegades jugant ens deixem endur per l'emoció i reaccionem espontàniament (faltant, cridant...) quan hem guanyat o hem fet una bona jugada.

### Gratuït, improductiu i intranscendent
Molt sovint, el joc es relaciona amb una activitat monetària. Tot i això, no sempre és així, i aquest permet que tothom i pugui participar (no importa ni l'edat, ni el sexe, ni la nacionalitat).

### Incert, fluctuant i aventurer
Tot i que juguem diverses vegades amb les mateixes persones a un mateix joc, mai sabem com acabarà, ja que depenent de les nostres actituds i intervencions, farà que el resultat final variï. Degut a aquesta incertesa, fa que cada vegada que juguem, sigui una aventura completament diferent.

### Voluntari, lliure
Cap del participants del joc està obligat a jugar-hi. Gràcies a aquesta voluntarietat, el joc flueix més dinàmicament, ja que juguen quan els ve de gust en qualsevol lloc i moment.

### Ambivalent i oscil·latori
El joc permet contrastar emocions i situacions contínuament, ja que podem realitzar una jugada perfecta i a la següent lamentar-nos per haver realitzat un acte erroni. Gràcies al joc podem viure emocions i situacions completament diferents.

### Compromès, intencionat i conscient
El joc et permet créixer com a persona, ja que et veus obligat a prendre decisions i a interpretar les situacions en què es troba i així, respondre immediatament. Gràcies a això ens preparem per la vida adulta.

### Estètic i creatiu
Per tal de poder jugar, necessitem un cert ordre per tal que els participants s'entenguin entre ells. Com és lògic, cada joc té unes característiques diferents i com a conseqüència la seva pròpia estètica i harmonia. Aquest fet fa que no simplement es diverteixin els que estan jugant, sinó que els que s'ho mirin també puguin gaudir-ne.

### Fantasiós, simbòlic i fictici
Quan juguen ens endinsem en un viatge ple de fantasia, ficció, entre d'altres, del qual nosaltres som els capitans dels nostres desitjos i accions. Aquest viatge ens permet viure diferents escenaris amb una alta realitat que ens poden ajudar en al vida real. Per tant, aquesta altra dimensió que ens facilita el joc, ens permet viure diferents experiències i accions.

### Seriós, necessari i solemne
El joc posseeix una virtut tenint en compte que gràcies a ell podem oblidar els nostres problemes, esbargir-nos de les nostres obligacions, divertir-nos, retornar amb la nostra infància... I és que el joc crea en les nostres animes la verdadera llibertat de gaudir del moment.

### Reglat i normativitzat
Les regles del jocs ens serveixen per establir unes condicions de joc amb tots els membres del grup. Aquestes han de facilitar la igualtat de condicions i circumstàncies, les quals ens ajuden per delimitar aspectes rellevants com les característiques dels espais de joc, l'inici i el tancament, la utilització del material... A més a més, les regles també ens diuen com ens hem de relacionar amb la resta de companys i com en d'actuar en funció del joc que estem fent. Si és per parelles, individual, col·lectiu, l'adversari...
Actualment, els jocs populars i els tradicionals s'estan quedant en els records de molts de nosaltres. Perquè això no es quedi en un simple record hem d'alertar i informar que s'estan perdent. Per tant, l'escola, els casals, espais, festes majors, família, avis... han de potenciar aquest tipus d'activitat i esport perquè no es perdin. Molts d'aquests jocs i esports estan arrelats a la nostra cultura i si es perden, la nostra cultura a poc a poc s'anirà perdent i es quedarà com un vell record o fins i tot, serà oblidada. Hem de ser conscients del tresor que posseïm i fer-ne un bon ús i difondre'l perquè tothom el conegui, i així que la nostra cultura sigui més forta i ens sentim que en formem part.

## Exemple de joc tradicional i joc popular

### Eljoc tradicional:Joc de les cadiresno eliminatòries
Material:
1. Tantes cadires com jugadors
2. Música
3. Radiocasset

L'objectiu d'aquest joc és mantenir tots els jugadors en el joc, inclús quan retirem les cadires. El funcionament d'aquest és com en la versió competitiva, la música sona i els jugadors han de córrer pel seu voltant i quan la música deixa de sonar els jugadors s'asseuen en una cadira. Cada vegada que la música deixa de sonar i els jugadors estan asseguts, es retirarà una cadira. I així tantes vegades com jugadors hi hagi. Perquè cap jugador o jugadora es quedi eliminat s'hauran d'asseure a sobre d'un company o ppujar damunt de la cadira, és a dir, s'han de col·locar de forma estratègica perquè tots els participants continuïn en el joc. Gràcies a aquesta variant del joc tradicional de les cadires cap membre queda eliminat i cap jugador és guanyador, sinó que ho són tots. A més a més, potencia la participació i la cohesió de grup.

### Eljoc popular o esport tradicional:Les bitlles catalanes
Material:

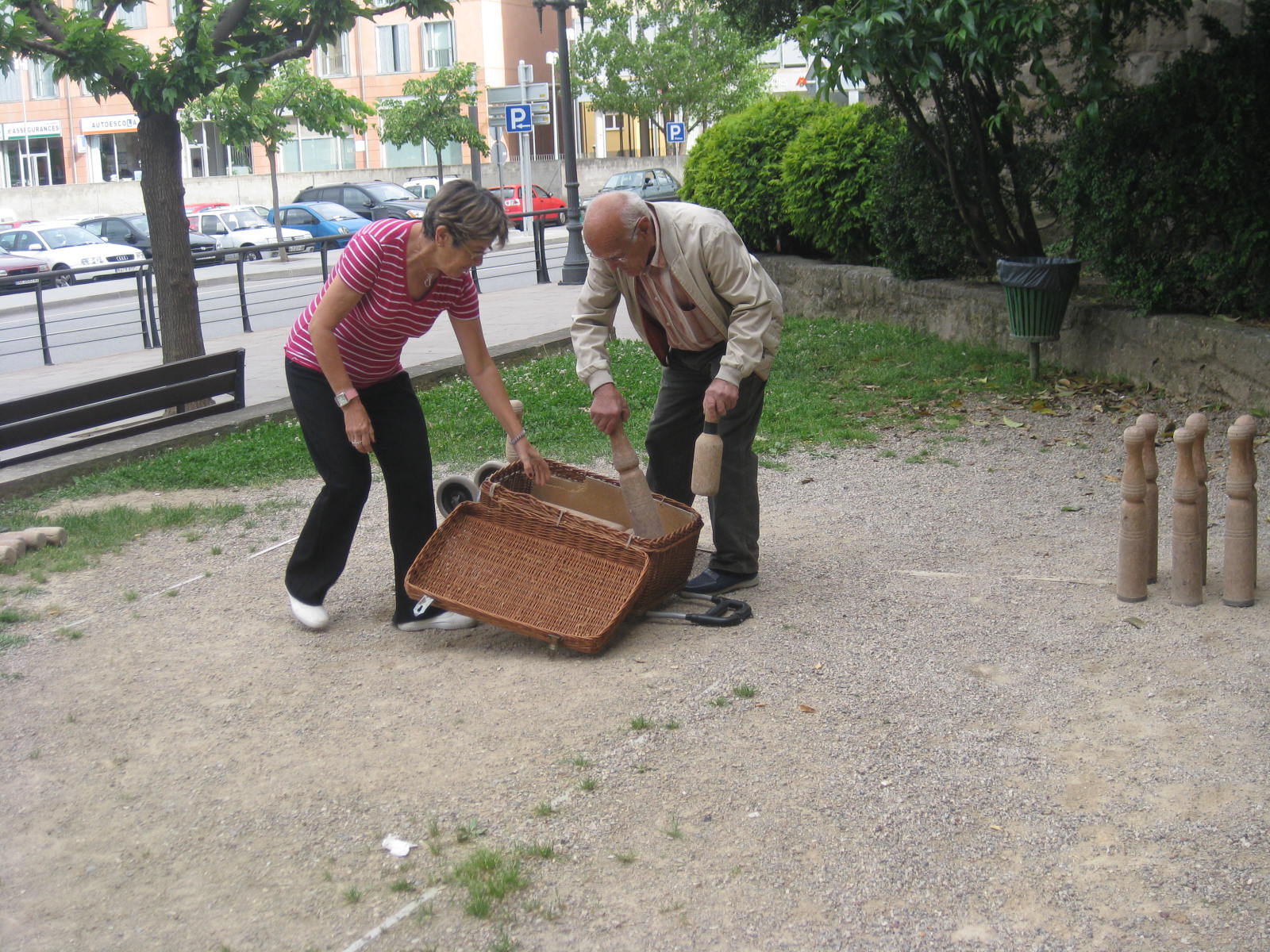
Preparació de les bitlles catalanes. Club de Jubilats l'Estel (Solsona).

1. Sis bitlles i tres bitllots (els bitllots són per tombar les bitlles)
2. Esplanada de terra sorrenca.

Tal com ja hem esmentat anteriorment les bitlles són un joc popular, i són una activitat lúdica molt antiga. Una partida consta de nou tirades per jugador. Cada partida està dividida en tres rondes de tres tirades. I cada jugador/a pot llençar el bitllot d'una a tres vegades per tirada. Les bitlles s'han de col·locar en una superfície plana, distribuïdes de la següent manera: dues files de tres columnes separades entre elles.
Una vegada col·locades comencem a jugar. La distància per llençar els bitllots és d'onze metres pels homes i nou metres i mig per les dones. En el cas dels infants poden llençar de més a prop.
La puntuació de les bitlles és la següent:
Cap bitlla tombada 0 punts
Una bitlla tombada 1 punt
Dues bitlles tombades 2 punts
Tres bitlles tombades 3 punts
Quatre bitlles tombades 4 punts
Cinc bitlles tombades 10 punts (bitlla)
Sis bitlles tombades 6 punts (llenya)

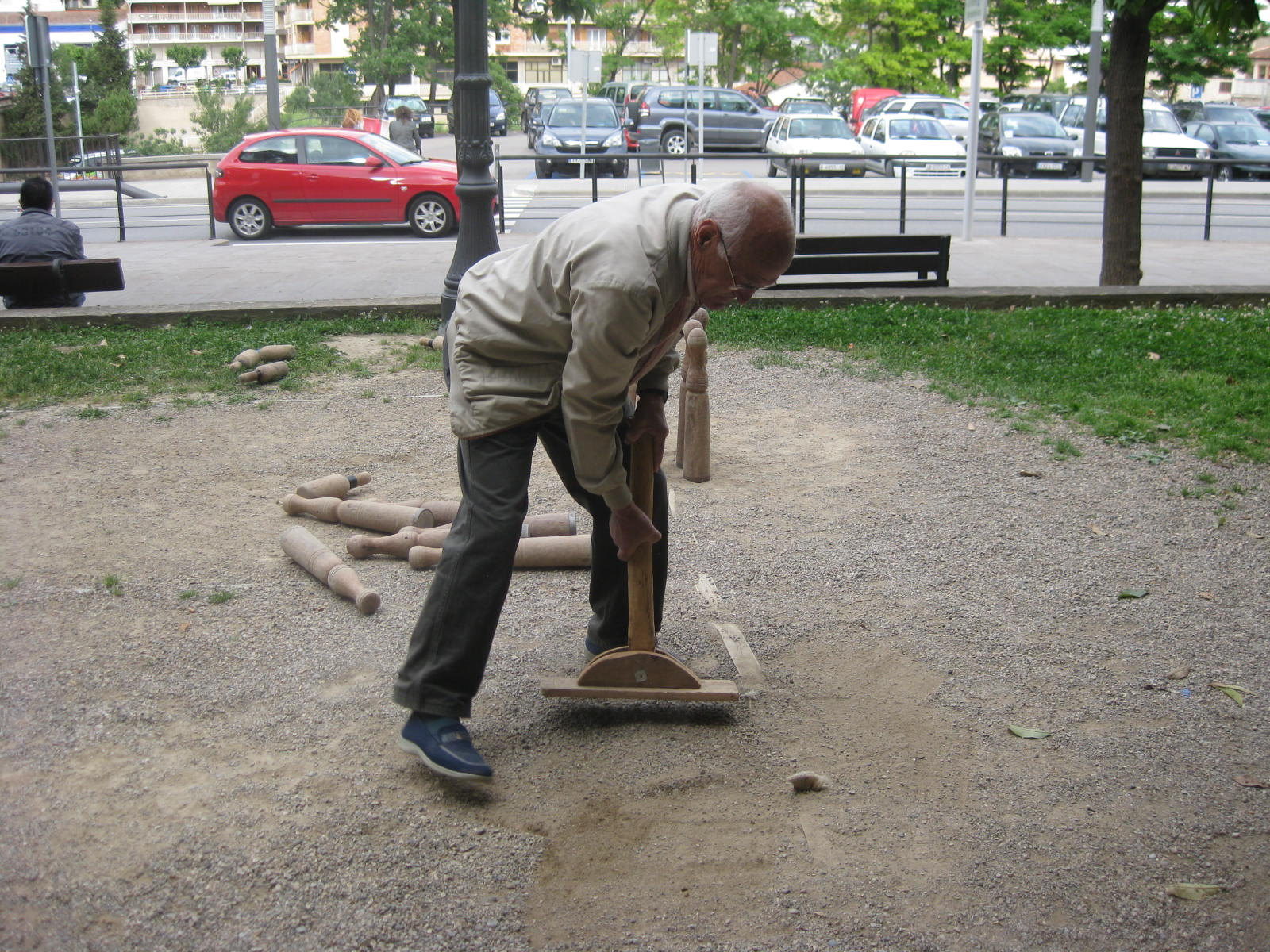
Preparatius inicials.
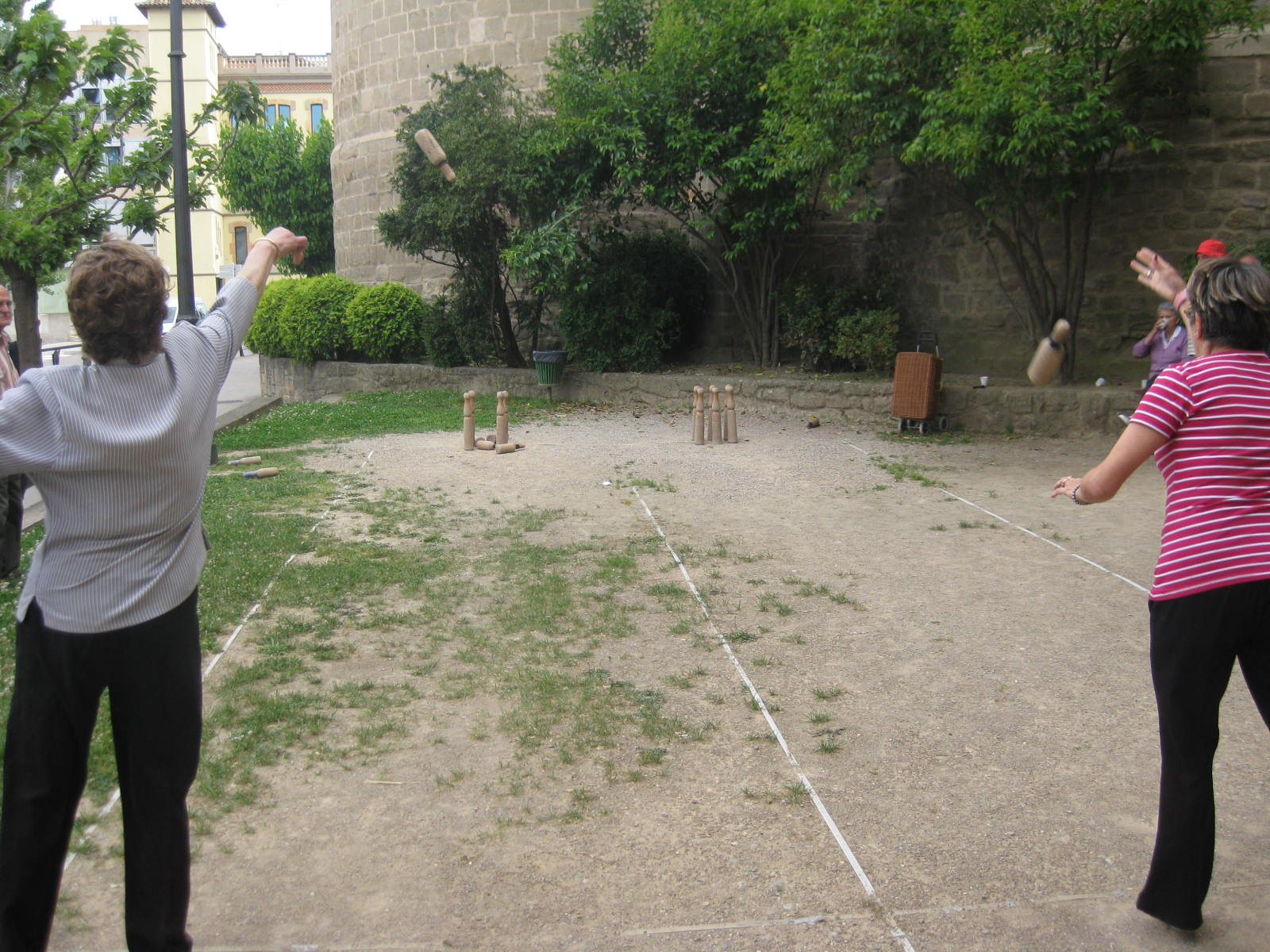
Tirant, a les bitlles catalanes.
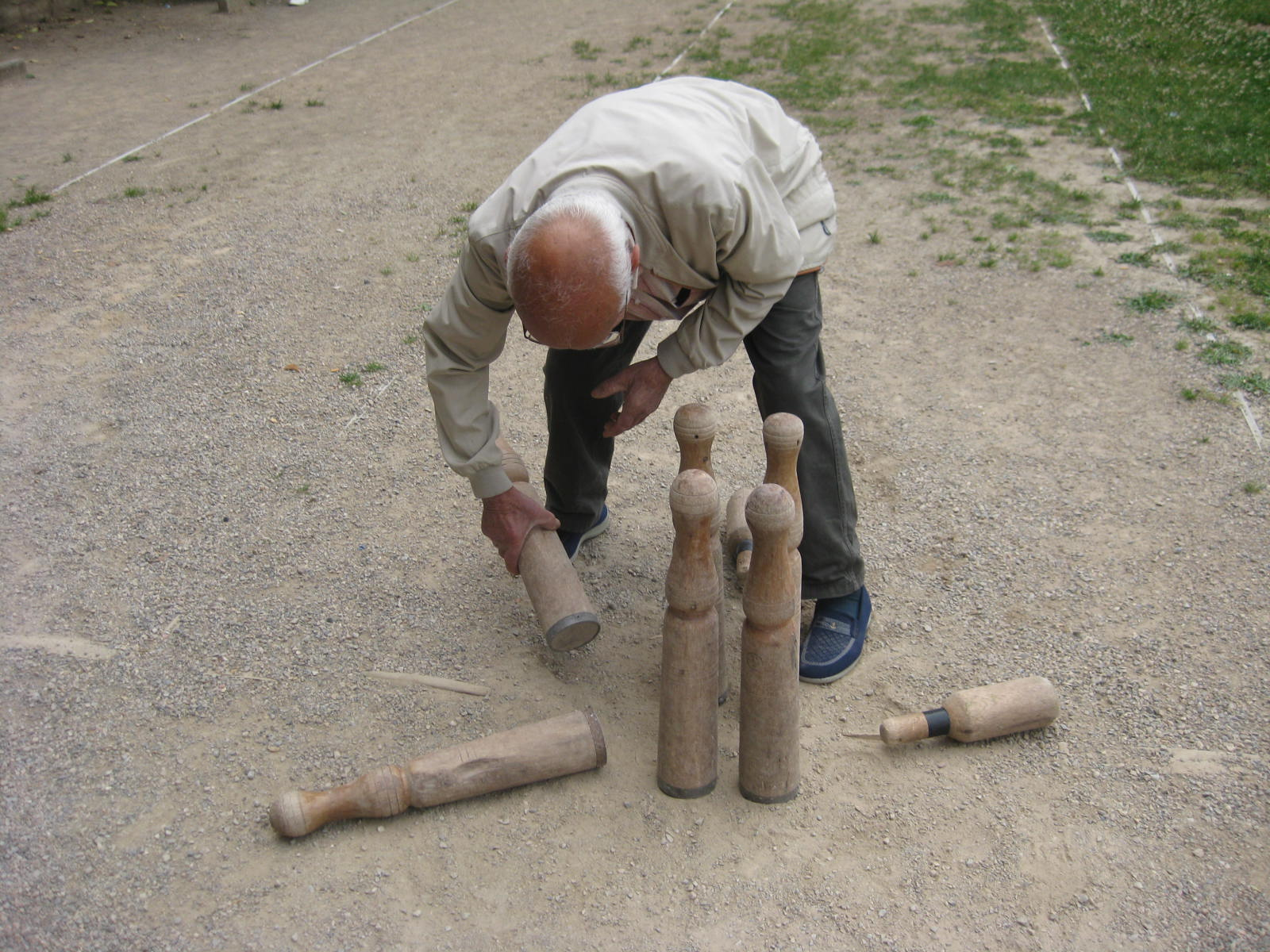
Col·locant les bitlles catalanes.
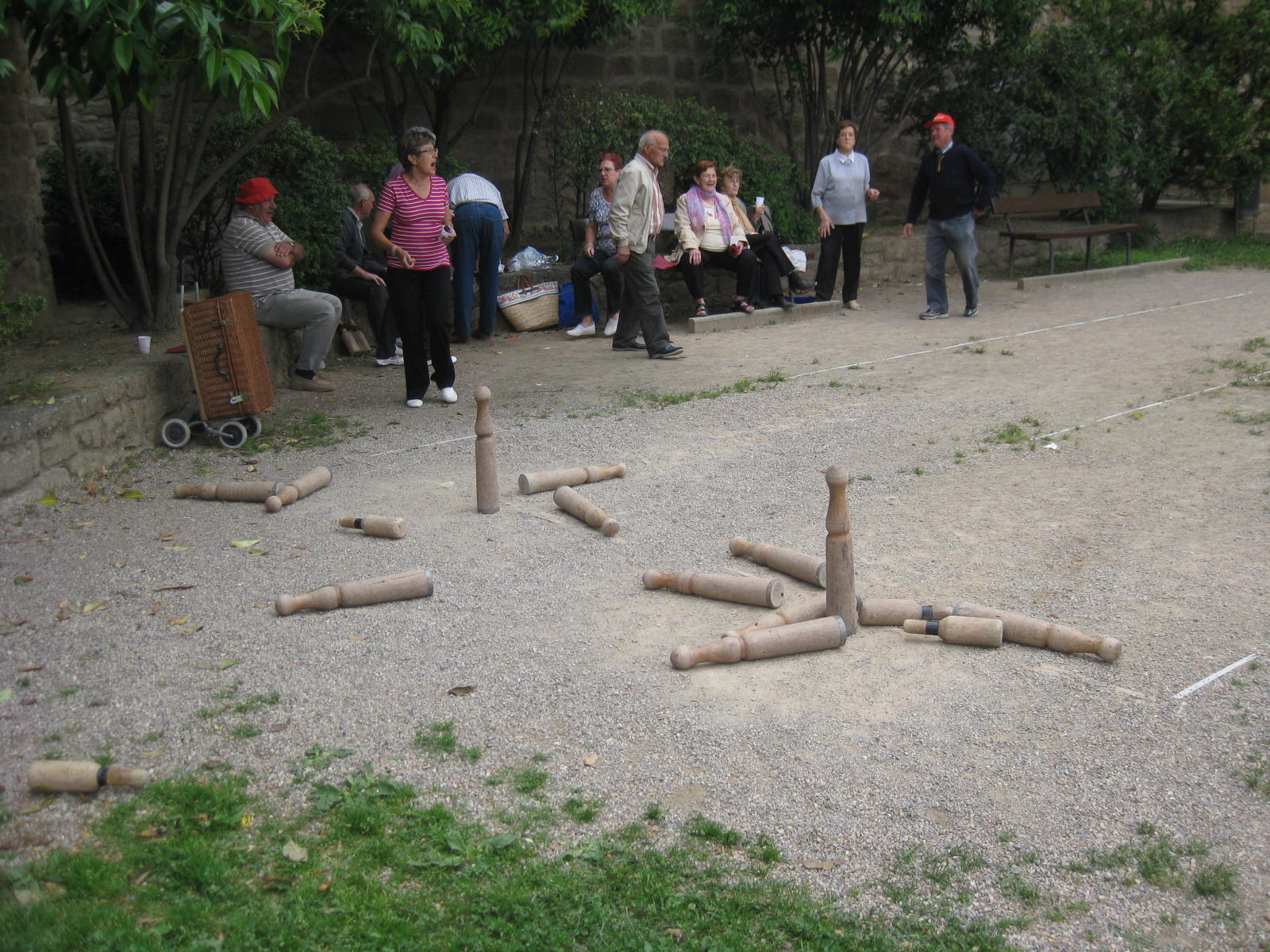
Jugant a les bitlles catalanes